# 1996 في الإمارات العربية المتحدة
الأحداث في دولة الإمارات العربية المتحدة في عام 1996.

## الحكومة
- الرئيس : زايد بن سلطان آل نهيان
- رئيس الوزراء : مكتوم بن راشد آل مكتوم

## الأحداث
- كأس دبي العالمي 1996
- الإمارات العربية المتحدة في دورة الالعاب الاولمبية الصيفية 1996